# Steppe d'altitude d'Anatolie orientale
Localisation
La steppe d'altitude d'Anatolie orientale est une écorégion terrestre en Asie définie par le WWF, appartenant au biome des prairies, savanes et terres arbustives tempérées, dans l'écozone paléarctique. Elle couvre  une grande partie de l'Est de la Turquie et du Nord-Ouest de l'Iran ainsi qu'une partie de la Géorgie, de l'Arménie et de l'Azerbaïdjan.

## Géographie et climat

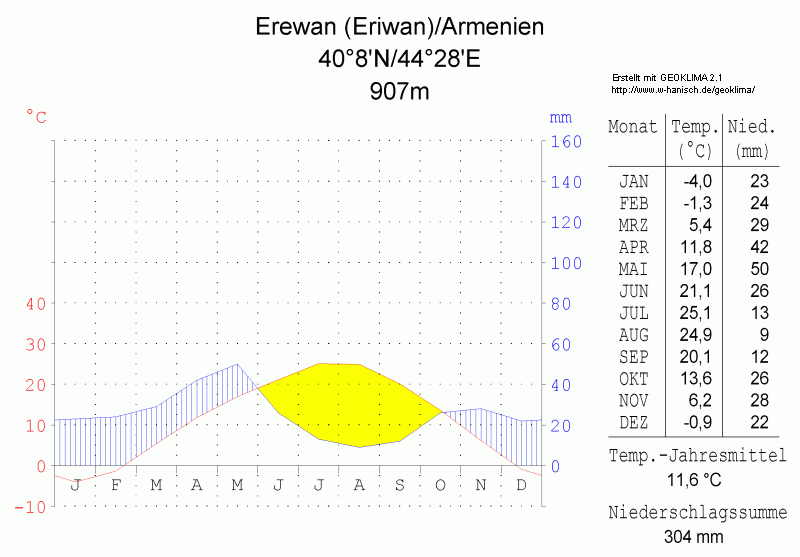
Climogramme d'Erevan.

Cette écorégion couvre une surface de 16 809 km², s'étendant sur le haut-plateau arménien, la partie Est des plateaux d'Anatolie orientale et le Nord-Ouest du plateau Iranien. Elle comprend les sommets des monts Ararat (5 137 m), Süphan (4 038 m) et Hakkiari (3 490 m), deux grands lacs salés endoréiques de Van (altitude 1 640 m) et Ourmia (altitude 1 270 m), un grand lac d'eau douce, le lac Sevan, ainsi que le bassin supérieur de l'Araxe. Elle inclut plusieurs grandes villes comme Erzurum, Van, Erevan et Tabriz.
Le climat continental est semi-aride avec des hivers extrêmement froids ; les précipitations varient entre 400 et 600 mm et peuvent descendre entre 200 et 400 dans l'ombre pluviométrique des hautes montagnes ; les vents violents, sur les hauteurs, peuvent limiter la croissance des arbres. À l'Ouest, l'écorégion confine aux forêts de conifères et décidues d'Anatolie septentrionale et aux forêts décidues d'Anatolie orientale, à l'Est à la steppe boisée de l'Elbourz, au Sud à la steppe boisée des monts Zagros.
L'économie de la région repose en grande partie sur l'élevage transhumant, se déplaçant en altitude selon la saison, et le fauchage du fourrage. Le surpâturage est une des principales menaces pour l'environnement.

## Flore
La steppe de montagne consiste en herbacées et broussailles plus diversifiées que le désert ou la steppe semi-aride des plaines. Entre 1 500 et 2 200 m, les associations de plantes les plus courantes sont des espèces buissonnantes, Artemisia austriaca (en) et Artemisia annua, ou différentes sortes de Astragalus, Acantholimon et Onobrychis, ou une pelouse de Poa bulbosa et plusieurs espèces de Stipa, Festuca et Bassia. De 2 200 à 2 700 m prévalent les ombellifères des genres Ferula et Prangos (en). 
Les aires boisées de la steppe ouverte sont parsemées de genévriers (Juniperus) et amandiers formant une canopée éparse dominant des buissons de pistachiers, Berberis et rosiers et des étendues d'astragales et armoises. Entre 800 et 2 000 m, des bosquets de chênes arrivent à pousser là où l'humidité et le sol sont favorables.
Les ancêtres sauvages du blé, de l'orge, du seigle et de l'avoine sont aussi répandus dans cette région. Cependant, le surpâturage tend à favoriser des espèces peu comestibles comme l'euphorbe et le gundelia. Les services turcs de l'environnement s'efforcent de replanter des arbres fruitiers sauvages.
L'écoregion comprend plusieurs zones humides sur les lacs et les cours d'eau avec une végétation de roseaux, Phragmites australis, Typha et Scirpus tabernaemontani, et des laîches, Carex acuta, Carex diluta et Bolboschoenus maritimus.

Flore et paysages
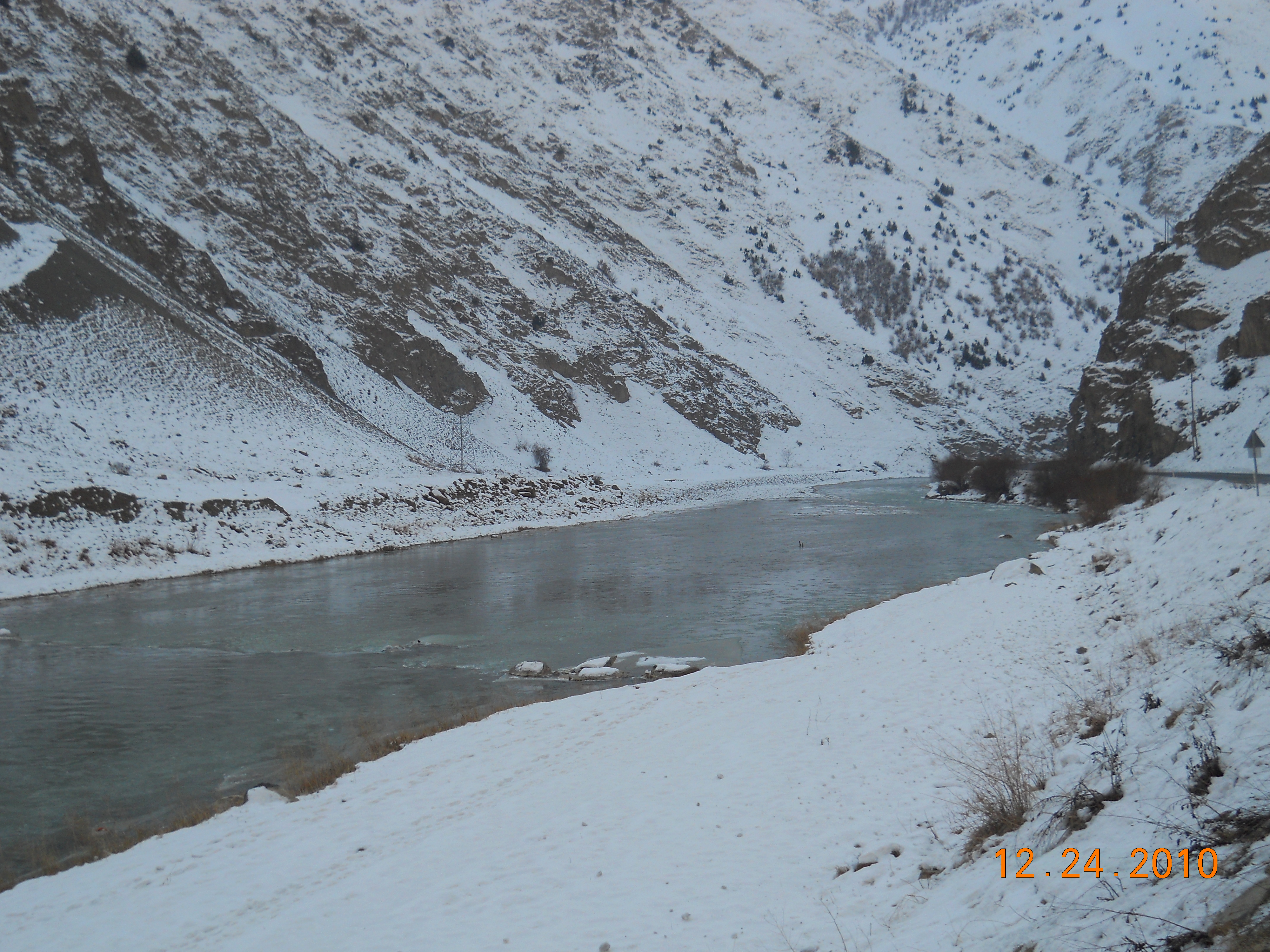
Vallée enneigée près de Yüksekova en décembre 2010.
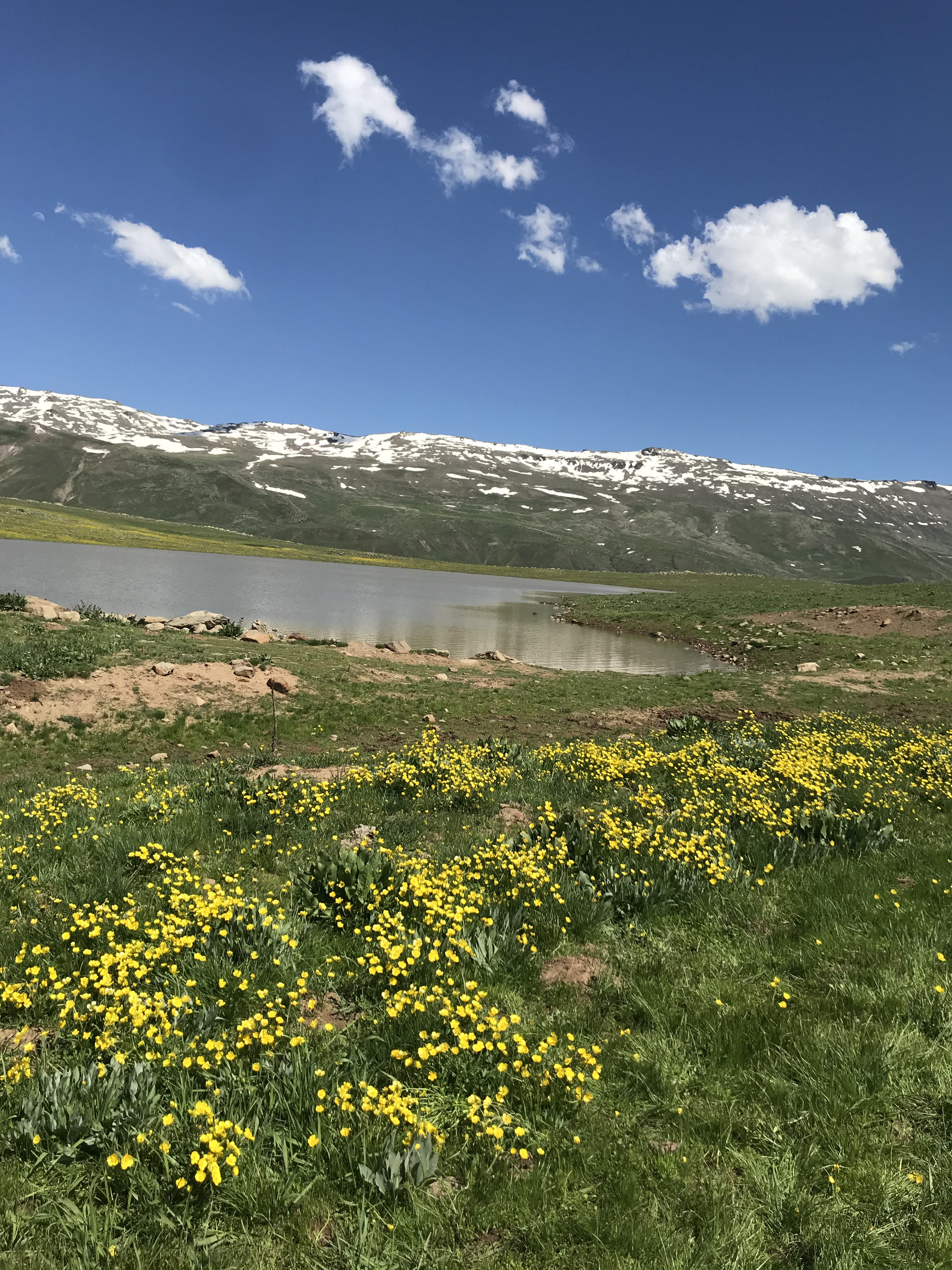
Lac et marécage dans la province d'Erzurum en mai 2020.
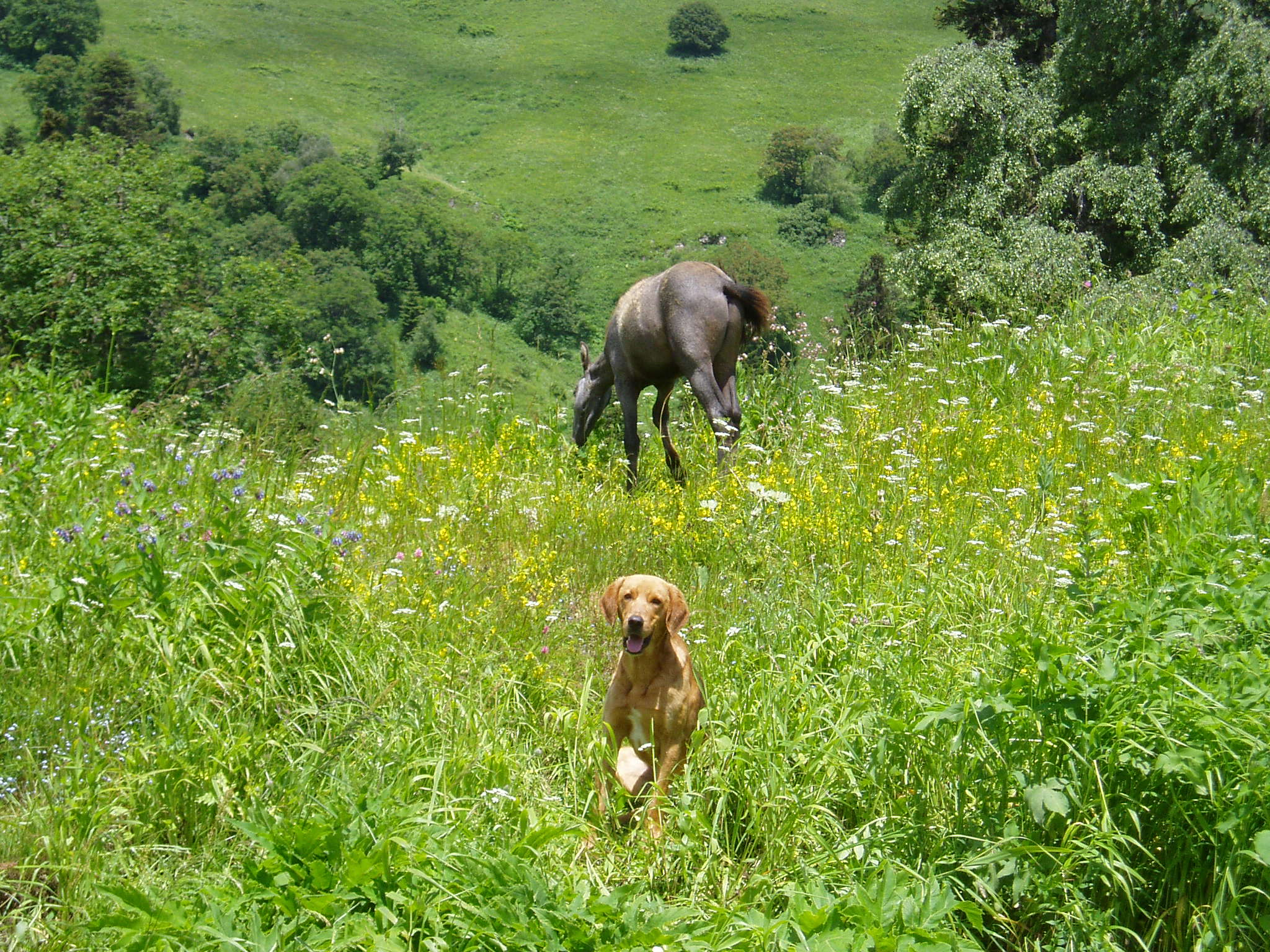
Pâturage à Abastoumani (Géorgie) en juillet 2005.
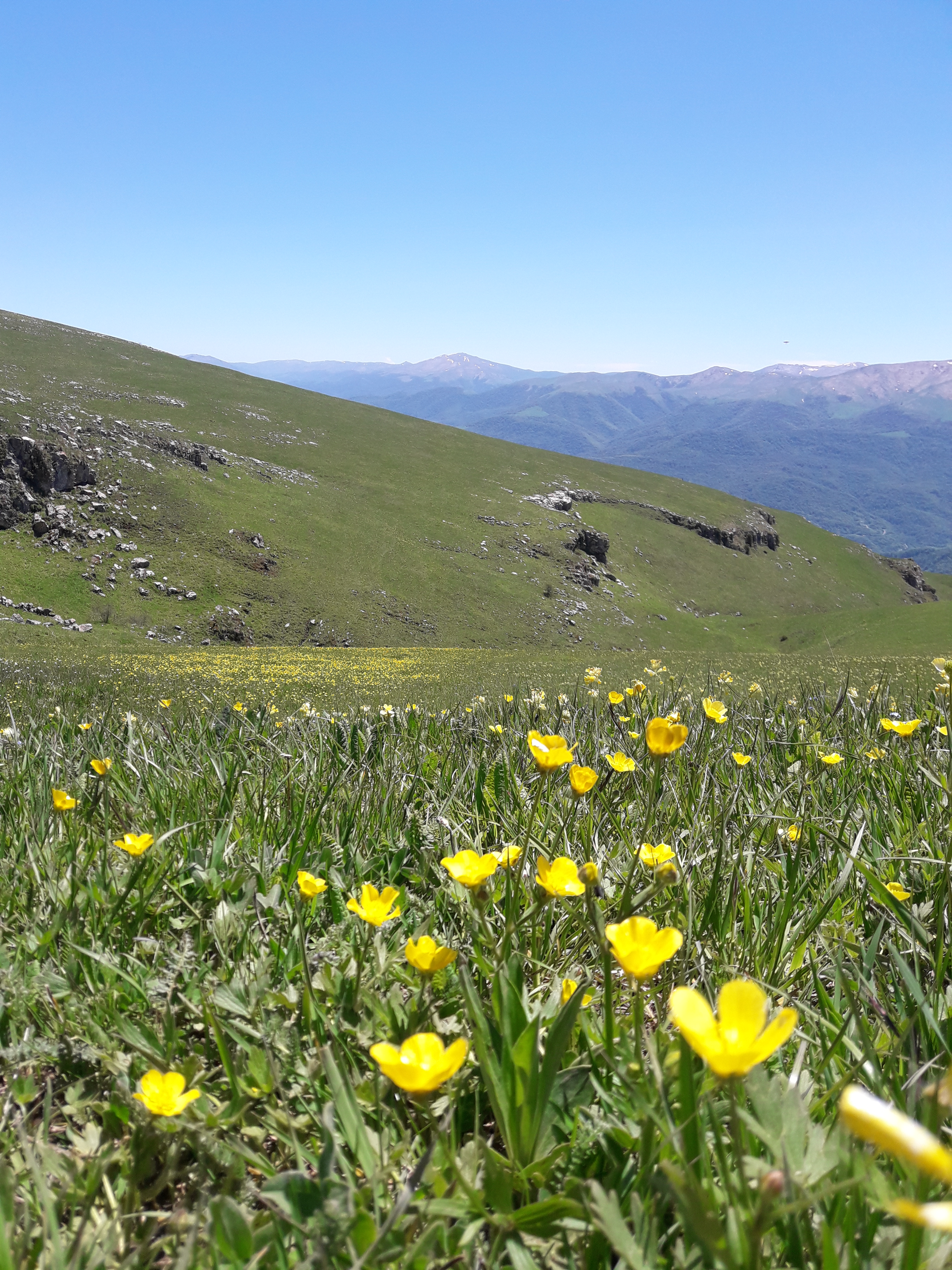
Prairie à Idjevan en mai 2022.
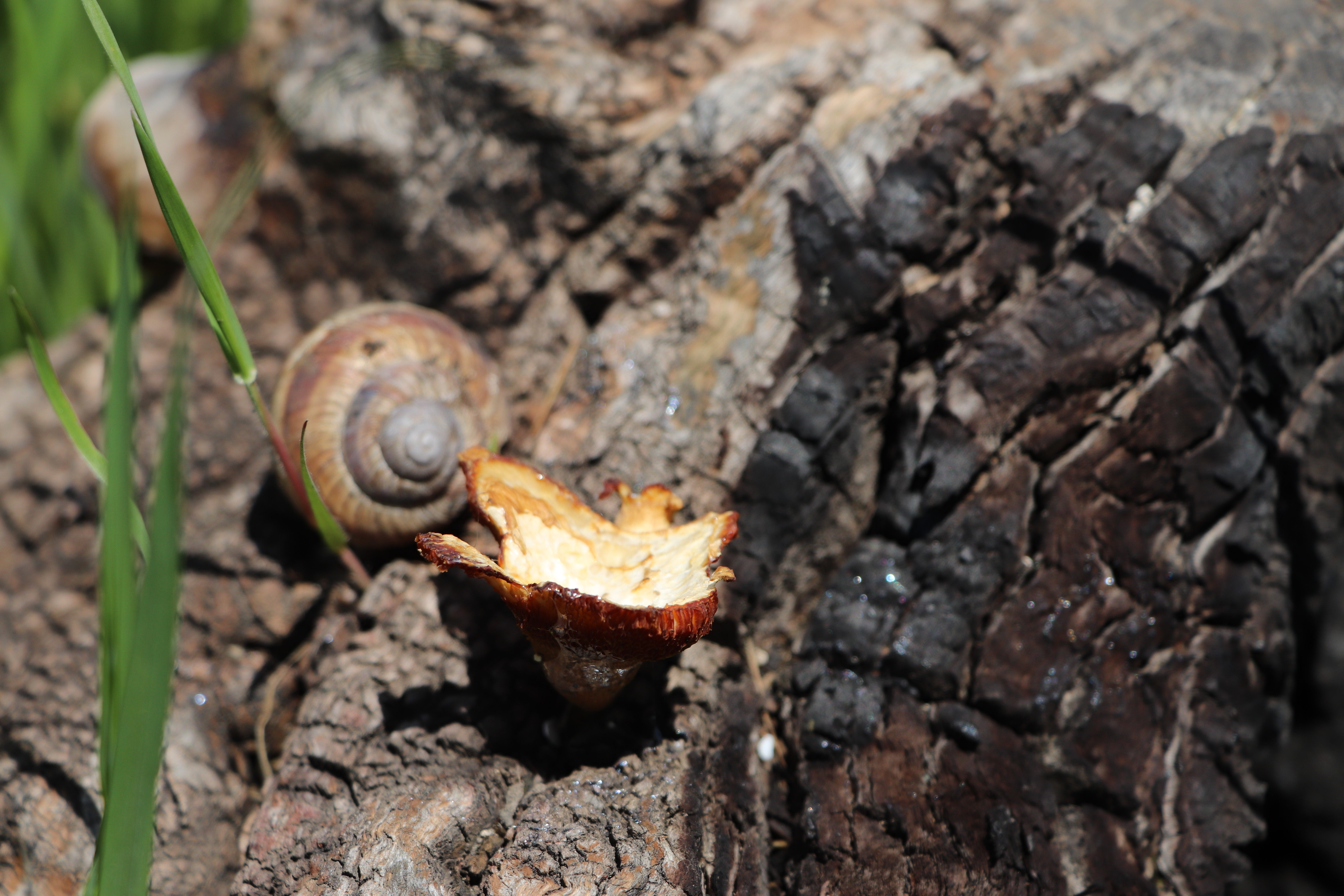
Vieux tronc, escargot et champignon en Arménie en mai 2017.

## Faune
La région abrite plusieurs carnivores dont le loup gris et la fouine. L'ours brun vit encore dans les monts Munzur (province d'Erzincan) mais le réchauffement climatique perturbe son cycle d'hibernation. Le léopard d'Anatolie, qui passait pour disparu depuis 1974, a été photographié à deux reprises en 2019 et 2023 mais reste très menacé. Ils sont exposés au braconnage et aux représailles des éleveurs. Parmi les ongulés figurent le mouflon d'Arménie, endémique et emblématique de la région, la chèvre sauvage, le cerf élaphe, le chevreuil et le chamois. La taupe du père David est aussi endémique.
Le tétraogalle de Perse habite les zones de haute altitude. Parmi les rapaces, on rencontre le faucon pèlerin et l'aigle doré.
Les lacs de Van, d'Ourmia et Sevan sont des étapes importantes pour les oiseaux migrateurs. La province iranienne d'Azerbaïdjan-Occidental, avec 45 zones humides permanentes ou saisonnières, voit passer chaque automne 300 000 oiseaux migrateurs appartenant à 200 espèces : aigles, faucons, faucon crécerellette, vautours. 300 oiseaux aquatiques y résident en permanence ou de façon saisonnière, particulièrement sur le lac d'Ourmia. L'assèchement du lac représente donc un danger majeur pour l'avifaune.
Deux reptiles sont endémiques : la vipère d'Arménie et la vipère de Wagner.
Le darekh est le seul poisson adapté aux eaux salées du lac de Van ; il remonte les rivières pour se reproduire. Il alimente une pêche importante.

Faune de la steppe d'Anatolie orientale
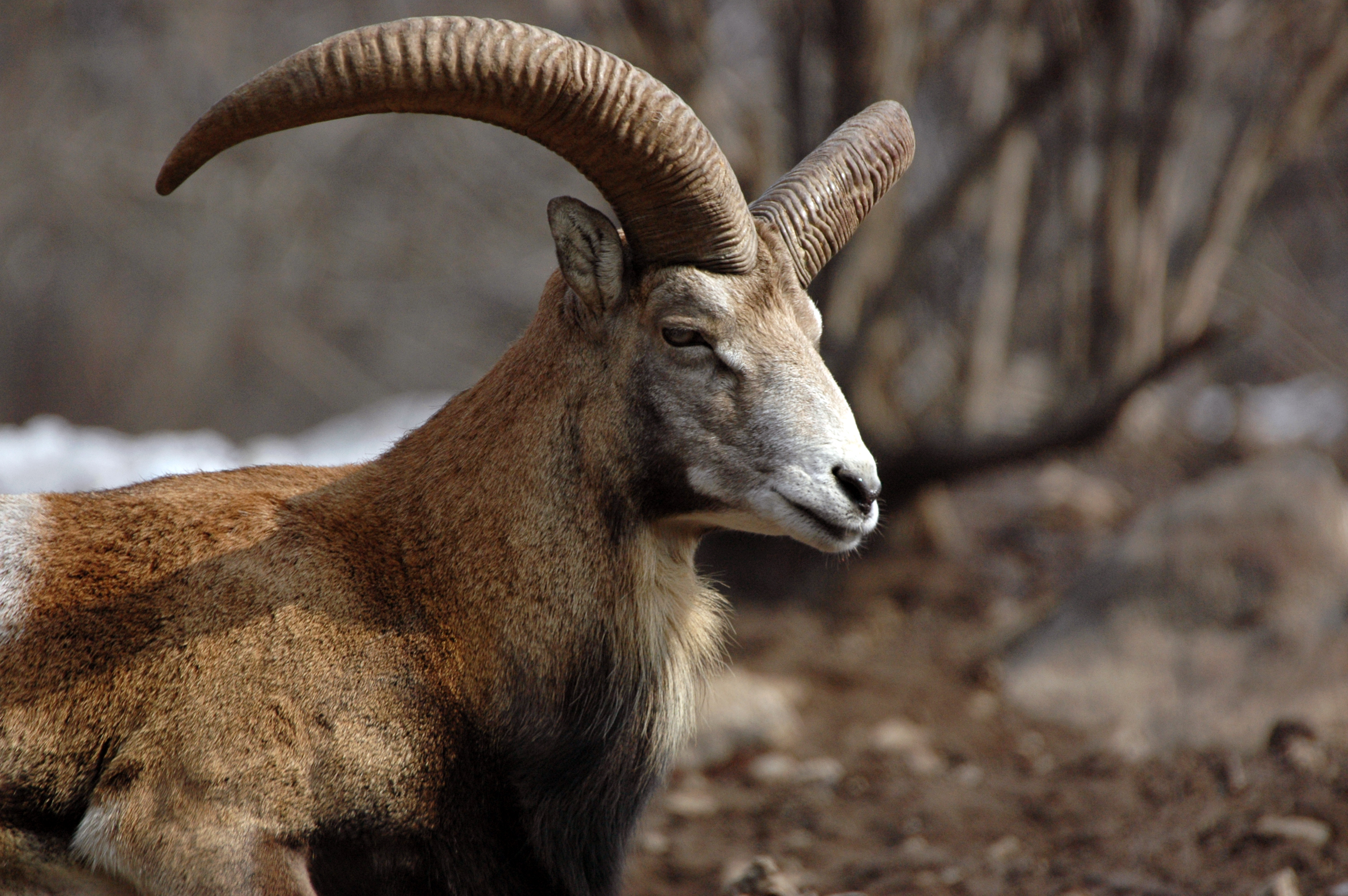
Mouflon d'Arménie en février 2008.
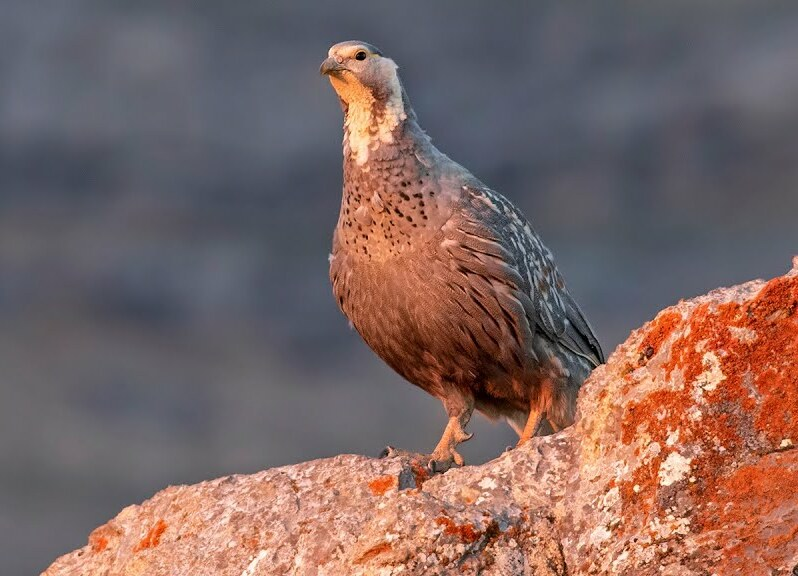
Tétraogalle de Perse en octobre 2023.
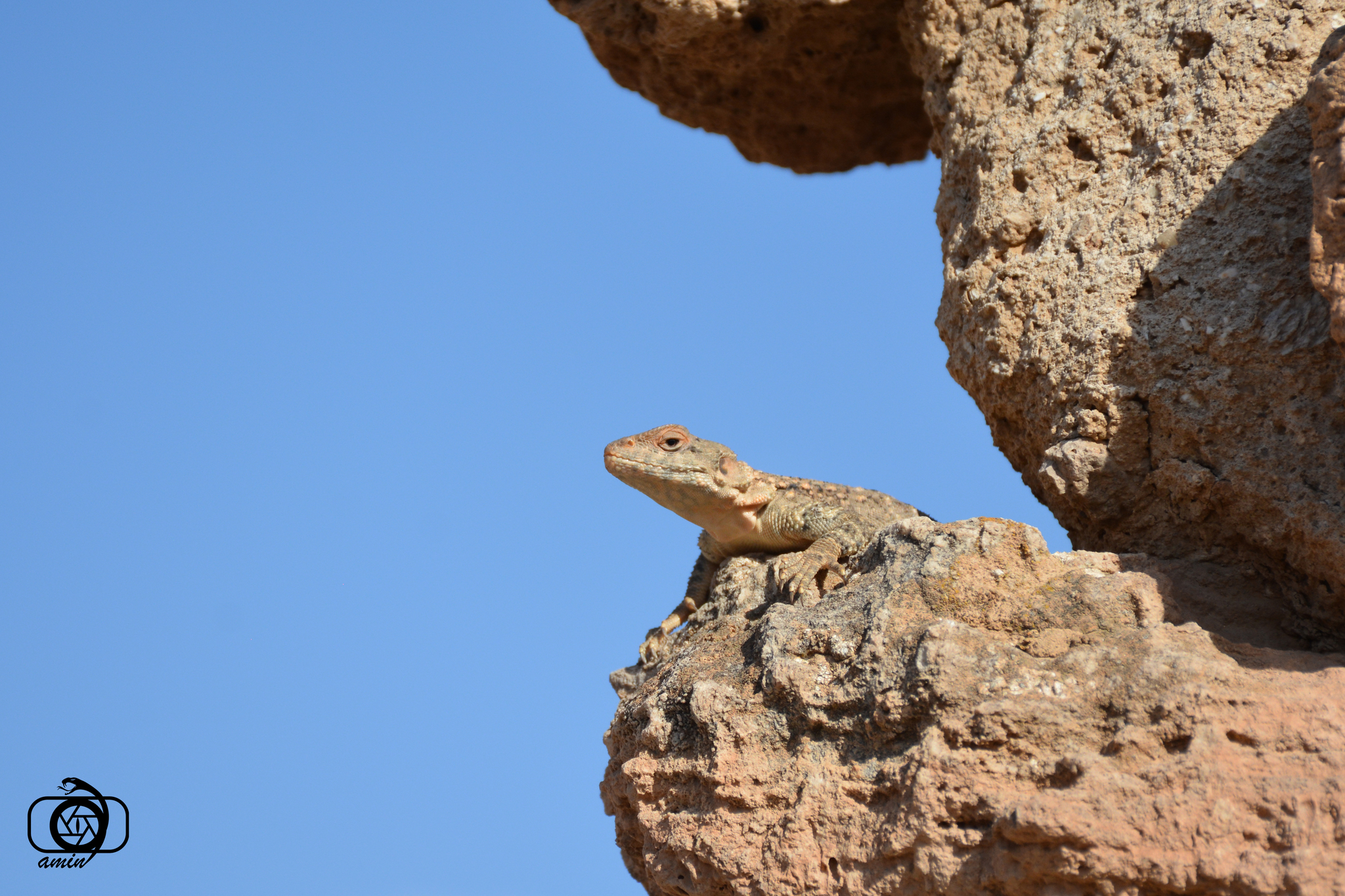
Lézard Paralaudakia caucasia en Azerbaïdjan occidental (Iran) en juillet 2017.
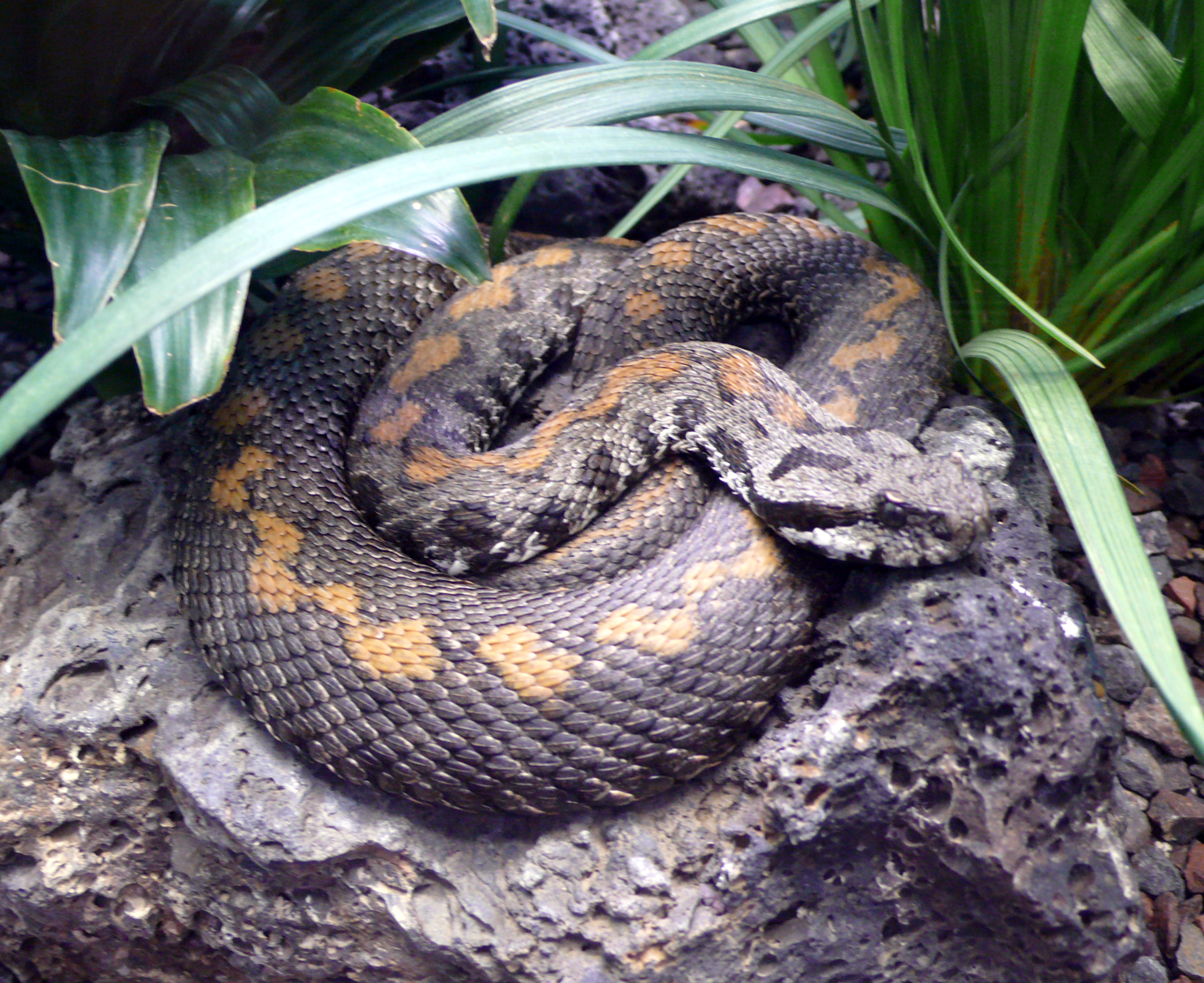
Vipère d'Arménie en février 2006.
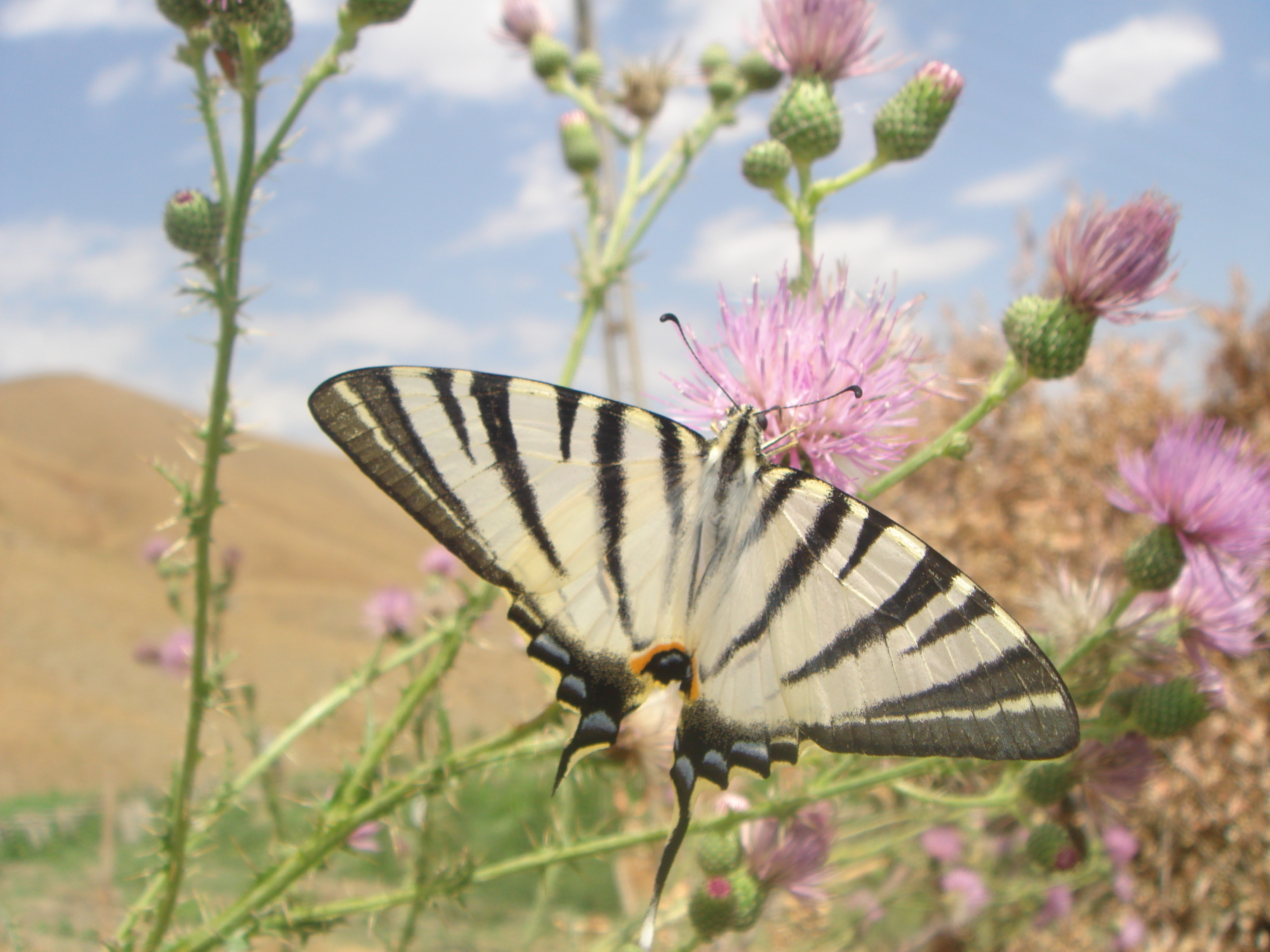
Papillon à Hakkari en octobre 2006.

## Histoire
Le mont Ararat est un des sommets présentés comme point d'ancrage de l'arche de Noé dans la légende du Déluge. La première description de la région vient du Grec Xénophon qui franchit ses montagnes avec une troupe de mercenaires au IVe siècle av. J.-C. Située au carrefour des empires, elle est traversée par les armées à plusieurs reprises pendant les guerres perso-romaines puis perso-turques et russo-turques. Sa difficulté d'accès en fait un refuge pour des peuples comme les Arméniens et les Kurdes.

Histoire et population
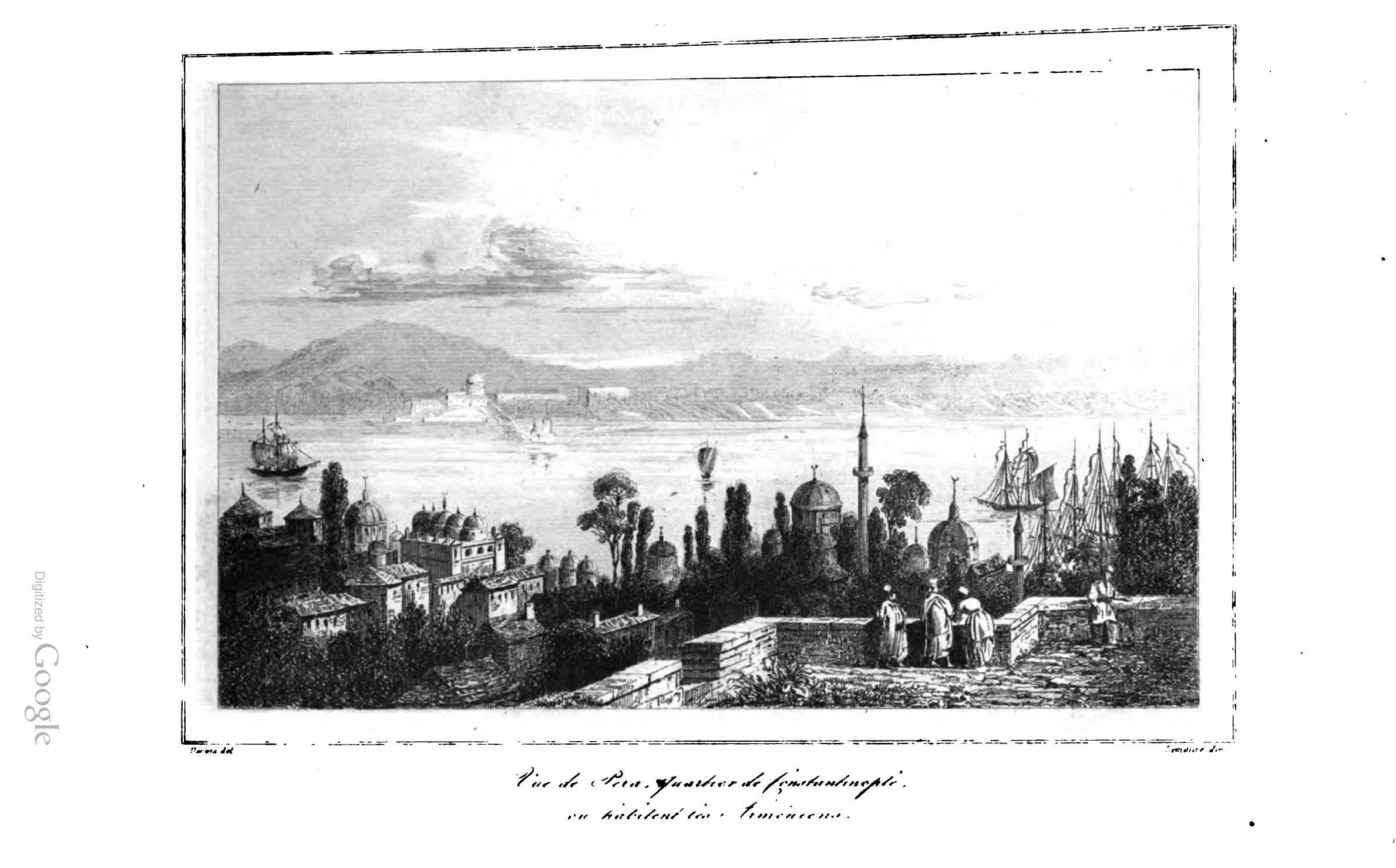
Lac en Arménie russe, gravure de Jean-Marie Chopin, 1838.
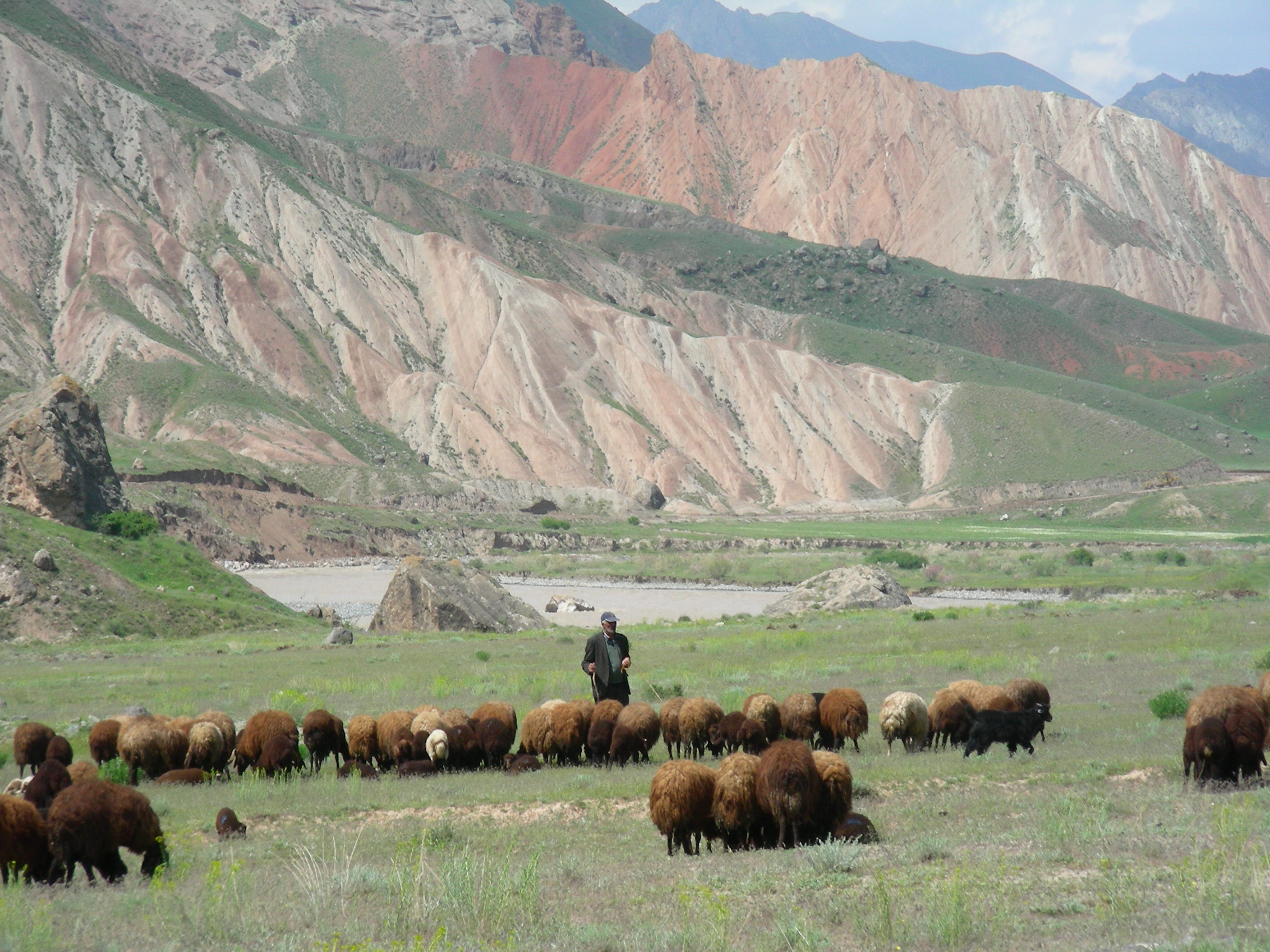
Troupeau de moutons et berger dans la province d'Iğdır en mai 2007.
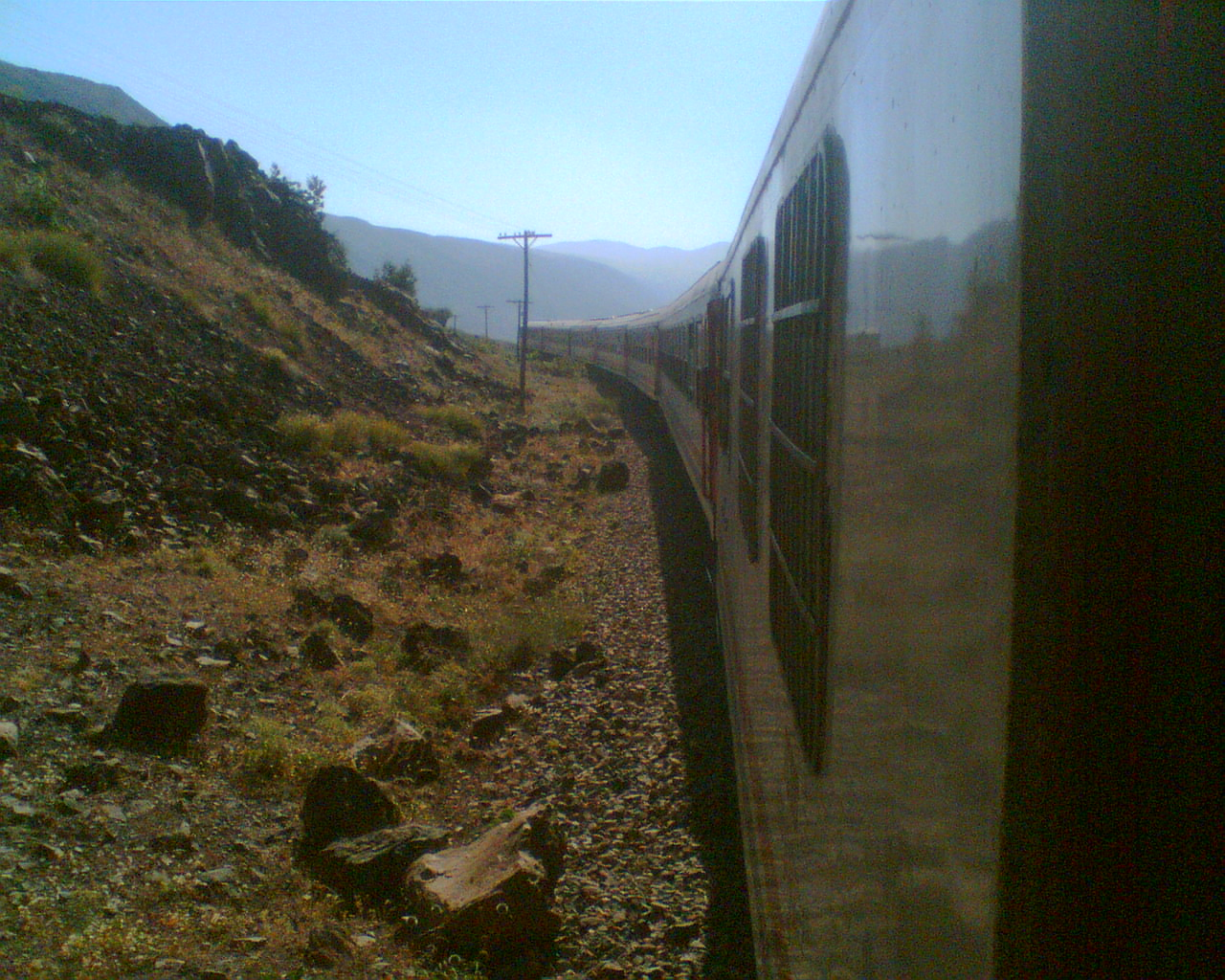
Train militaire turc dans la province de Bitlis en juillet 2008.
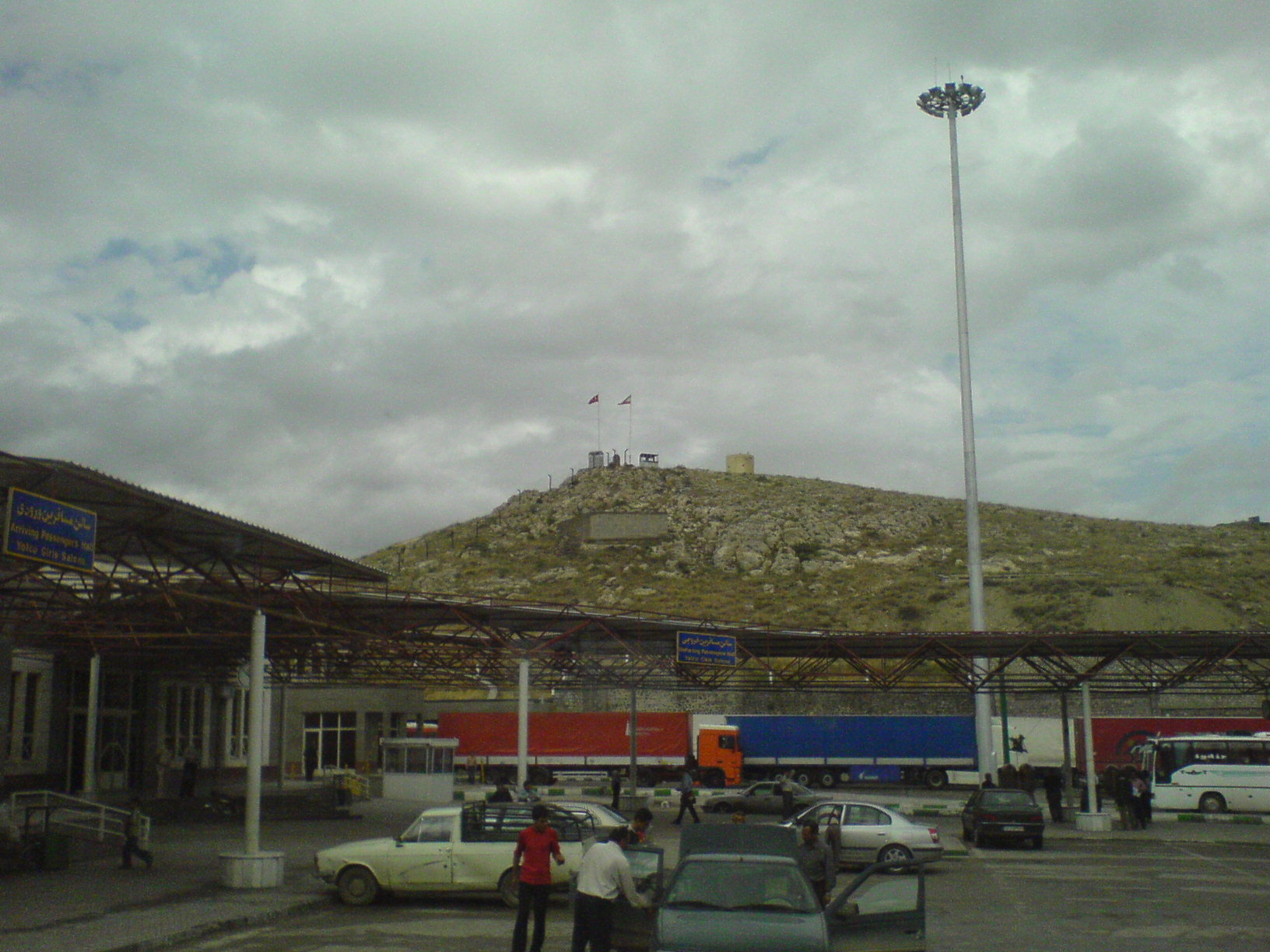
Poste de contrôle de Bazargan à la frontière entre l'Iran et la Turquie en juillet 2007.

## Aires protégées
Le parc naturel du lac Sevan et celui du lac Arpi en Arménie sont protégés, ce dernier étant contigu au parc naturel de Djavakhétie en Géorgie. Le lac d'Ourmia, en Iran, fait l'objet d'un programme de protection : il est classé comme site Ramsar d'importance internationale. En revanche, celui de Van n'a pas obtenu ce label.